# Liste des ascensions du Tour de France 2022
Pour un article plus général, voir Tour de France 2022.
La liste des ascensions du Tour de France 2022 répertorie les cols et côtes empruntés par les coureurs lors de la 109e édition de la course cycliste par étape du Tour de France.

## Présentation
Un total de 61 ascensions sont répertoriées pour l'édition 2022 : sept classées hors catégorie, dix de première catégorie, six de deuxième, seize de troisième et vingt-deux de quatrième.
Le point culminant est atteint au col du Galibier (en Savoie / Hautes-Alpes), lors de la 11e étape, à 2 642 m d'altitude. Le Souvenir Henri-Desgrange y est ainsi décerné.
Le col de Spandelles (1 378 m) est inédit sur le Tour de France,.
Les cols du Ménil (Vosges) et de la Chevestraye (Haute-Saône), dans le massif des Vosges, non classés au grand-prix de la montagne, sont franchis lors de la 7e étape.
Le partenaire commercial majeur du classement de la montagne est la coopérative de commerçants et enseigne de grande distribution française E. Leclerc.

## Dotation

### Par points
Le classement de la montagne est établi en fonction du barème suivant suivant les différentes catégories d'ascension :
- hors catégorie : 20, 15, 12, 10, 8, 6, 4 et 2 points pour les huit premiers coureurs classés ;
- 1re catégorie : 10, 8, 6, 4, 2 et 1 point pour les 6 premiers coureurs classés ;
- 2e catégorie : 5, 3, 2 et 1 point pour les 4 premiers coureurs classés ;
- 3e catégorie : 2 et 1 point pour les 2 premiers coureurs classés ;
- 4e catégorie : 1 point pour le premier coureur classé.

### Financière
Les huit premiers coureurs classés au classement du grand prix de la montagne reçoivent une récompense financière, avec, du premier au huitième : 25 000 €, 15 000 €, 10 000 €, 4 000 €, 3 500 €, 3 000 €, 2 500 €, 2 000 €.

## Répartition
Par massif (nombre de cols)
Pour des raisons techniques, il est temporairement impossible d'afficher le graphique qui aurait dû être présenté ici.

Par lieu (nombre de points)
Pour des raisons techniques, il est temporairement impossible d'afficher le graphique qui aurait dû être présenté ici.

Par catégorie
Pour des raisons techniques, il est temporairement impossible d'afficher le graphique qui aurait dû être présenté ici.

## Liste
| Ascension                                        | Catégorie | Département / Pays                 | Massif montagneux    | Altitude | Étape | Coureur en tête au sommet |
| ------------------------------------------------ | --------- | ---------------------------------- | -------------------- | -------- | ----- | ------------------------- |
| Côte d'Asnæs Indelukke                           | 4e        | Danemark                           |                      | 61 m     | 2e    | Magnus Cort Nielsen       |
| Côte d'Høve Stræde                               | 4e        | Danemark                           |                      | 62 m     | 2e    | Magnus Cort Nielsen       |
| Côte de Kårup Strandbakke                        | 4e        | Danemark                           |                      | 83 m     | 2e    | Magnus Cort Nielsen       |
| Côte de Koldingvej                               | 4e        | Danemark                           |                      | 55 m     | 3e    | Magnus Cort Nielsen       |
| Côte de Hejlsminde Strand                        | 4e        | Danemark                           |                      | 40 m     | 3e    | Magnus Cort Nielsen       |
| Côte de Genner Strand                            | 4e        | Danemark                           |                      | 61 m     | 3e    | Magnus Cort Nielsen       |
| Côte de Cassel                                   | 4e        | Pas-de-Calais                      |                      | 148 m    | 4e    | Magnus Cort Nielsen       |
| Côte de Remilly-Wirquin                          | 4e        | Pas-de-Calais                      |                      | 133 m    | 4e    | Magnus Cort Nielsen       |
| Côte de Nielles-lès-Bléquin                      | 4e        | Pas-de-Calais                      |                      | 170 m    | 4e    | Magnus Cort Nielsen       |
| Côte de Harlettes                                | 4e        | Pas-de-Calais                      |                      | 199 m    | 4e    | Magnus Cort Nielsen       |
| Côte du Ventus                                   | 4e        | Pas-de-Calais                      |                      | 166 m    | 4e    | Magnus Cort Nielsen       |
| Côte du Cap Blanc-Nez                            | 4e        | Pas-de-Calais                      |                      | 107 m    | 4e    | Wout van Aert             |
| Côte des Mazures                                 | 3e        | Ardennes                           | Ardennes             | 370 m    | 6e    | Quinn Simmons             |
| Côte de Montigny-sur-Chiers                      | 4e        | Ardennes                           | Ardennes             | 297 m    | 6e    | Wout van Aert             |
| Côte de Pulventeux                               | 3e        | Ardennes                           | Ardennes             | 351 m    | 6e    | Alexis Vuillermoz         |
| Col de Grosse Pierre                             | 3e        | Vosges                             | Vosges               | 955 m    | 7e    | Simon Geschke             |
| Col des Croix                                    | 3e        | Haute-Saône                        | Vosges               | 678 m    | 7e    | Simon Geschke             |
| La Super Planche des Belles Filles               | 1re       | Haute-Saône, Territoire de Belfort | Vosges               | 1 140 m  | 7e    | Tadej Pogačar             |
| Côte du Maréchet                                 | 4e        | Jura                               | Jura                 | 918 m    | 8e    | Frederik Frison           |
| Côte des Rousses                                 | 3e        | Jura                               | Jura                 | 1 097 m  | 8e    | Mattia Cattaneo           |
| Col de Pétra Félix                               | 4e        | Suisse                             | Jura                 | 1 144 m  | 8e    | Mattia Cattaneo           |
| Côte du Stade olympique de Lausanne              | 3e        | Suisse                             |                      | 604 m    | 8e    | Wout van Aert             |
| Côte de Bellevue                                 | 4e        | Suisse                             |                      | 570 m    | 9e    | Jonathan Castroviejo      |
| Col des Mosses                                   | 2e        | Suisse                             | Alpes                | 1 445 m  | 9e    | Pierre Latour             |
| Col de la Croix                                  | 1re       | Suisse                             | Alpes                | 1 778 m  | 9e    | Simon Geschke             |
| Pas de Morgins                                   | 1re       | Suisse, Haute-Savoie               | Alpes                | 1 377 m  | 9e    | Bob Jungels               |
| Côte de Chevenoz                                 | 4e        | Haute-Savoie                       | Alpes                | 808 m    | 10e   | Pierre Latour             |
| Col de Jambaz                                    | 3e        | Haute-Savoie                       | Alpes                | 1 028 m  | 10e   | Pierre Rolland            |
| Côte de Châtillon-sur-Cluses                     | 4e        | Haute-Savoie                       | Alpes                | 661 m    | 10e   | Pierre Rolland            |
| Montée de l'altiport de Megève                   | 2e        | Haute-Savoie                       | Alpes                | 1 382 m  | 10e   | Luis León Sánchez         |
| Lacets de Montvernier                            | 2e        | Savoie                             | Alpes                | 782 m    | 11e   | Pierre Latour             |
| Col du Télégraphe                                | 1re       | Savoie                             | Alpes                | 1 566 m  | 11e   | Pierre Latour             |
| Col du Galibier (1) (Souvenir Henri-Desgrange)   | HC        | Savoie, Hautes-Alpes               | Alpes                | 2 642 m  | 11e   | Warren Barguil            |
| Col du Granon                                    | HC        | Hautes-Alpes                       | Alpes                | 2 413 m  | 11e   | Jonas Vingegaard          |
| Col du Galibier (2)                              | HC        | Savoie, Hautes-Alpes               | Alpes                | 2 642 m  | 12e   | Anthony Perez             |
| Col de la Croix-de-Fer                           | HC        | Savoie, Isère                      | Alpes                | 2 067 m  | 12e   | Giulio Ciccone            |
| L'Alpe-d'Huez                                    | HC        | Isère                              | Alpes                | 1 850 m  | 12e   | Tom Pidcock               |
| Côte de Brié                                     | 3e        | Isère                              | Alpes                | 450 m    | 13e   | Filippo Ganna             |
| Col de Parménie                                  | 2e        | Isère                              | Plateau de Chambaran | 571 m    | 13e   | Mads Pedersen             |
| Côte de Saint-Romain-en-Gal                      | 3e        | Rhône                              | Massif central       | 466 m    | 13e   | Mads Pedersen             |
| Côte de Saint-Just-Malmont                       | 3e        | Haute-Loire                        | Massif central       | 833 m    | 14e   | Neilson Powless           |
| Côte de Châtaignier                              | 3e        | Haute-Loire                        | Massif central       | 790 m    | 14e   | Quinn Simmons             |
| Côte de Grandrieu                                | 3e        | Lozère                             | Massif central       | 1 131 m  | 14e   | Simon Geschke             |
| Côte de la Fage                                  | 3e        | Lozère                             | Massif central       | 1 442 m  | 14e   | Michael Matthews          |
| Côte de la Croix Neuve - Montée Laurent Jalabert | 2e        | Lozère                             | Massif central       | 1 055 m  | 14e   | Michael Matthews          |
| Côte d'Ambialet                                  | 3e        | Tarn                               | Massif central       | 428 m    | 15e   | Nils Politt               |
| Côte des Cammazes                                | 3e        | Tarn, Aude                         | Massif central       | 647 m    | 15e   | Benjamin Thomas           |
| Côte de Saint-Hilaire                            | 4e        | Aude                               | Pyrénées             | 275 m    | 16e   | Stefan Bissegger          |
| Col de l'Espinas                                 | 3e        | Aude                               | Pyrénées             | 543 m    | 16e   | Alexis Gougeard           |
| Port de Lers                                     | 1re       | Ariège                             | Pyrénées             | 1 517 m  | 16e   | Simon Geschke             |
| Mur de Péguère                                   | 1re       | Ariège                             | Pyrénées             | 1 375 m  | 16e   | Hugo Houle                |
| Col d'Aspin                                      | 1re       | Hautes-Pyrénées                    | Pyrénées             | 1 490 m  | 17e   | Thibaut Pinot             |
| Hourquette d'Ancizan                             | 2e        | Hautes-Pyrénées                    | Pyrénées             | 1 564 m  | 17e   | Thibaut Pinot             |
| Col de Val Louron-Azet                           | 1re       | Hautes-Pyrénées                    | Pyrénées             | 1 580 m  | 17e   | Tadej Pogačar             |
| Peyragudes                                       | 1re       | Hautes-Pyrénées                    | Pyrénées             | 1 580 m  | 17e   | Tadej Pogačar             |
| Col d'Aubisque                                   | HC        | Pyrénées-Atlantiques               | Pyrénées             | 1 709 m  | 18e   | Giulio Ciccone            |
| Col de Spandelles                                | 1re       | Hautes-Pyrénées                    | Pyrénées             | 1 378 m  | 18e   | Wout van Aert             |
| Hautacam                                         | HC        | Hautes-Pyrénées                    | Pyrénées             | 1 520 m  | 18e   | Jonas Vingegaard          |
| Côte de la cité médiévale de Lauzerte            | 4e        | Tarn-et-Garonne                    | Massif central       | 235 m    | 19e   | Matej Mohorič             |
| Côte de Saint-Daunès                             | 4e        | Lot                                | Massif central       | 267 m    | 19e   | Quinn Simmons             |
| Côte du Pavé des Gardes                          | 4e        | Hauts-de-Seine                     |                      | 180 m    | 21e   | Simon Geschke             |

## Classement final du Grand-Prix de la montagne

Portraits des trois premiers du classement
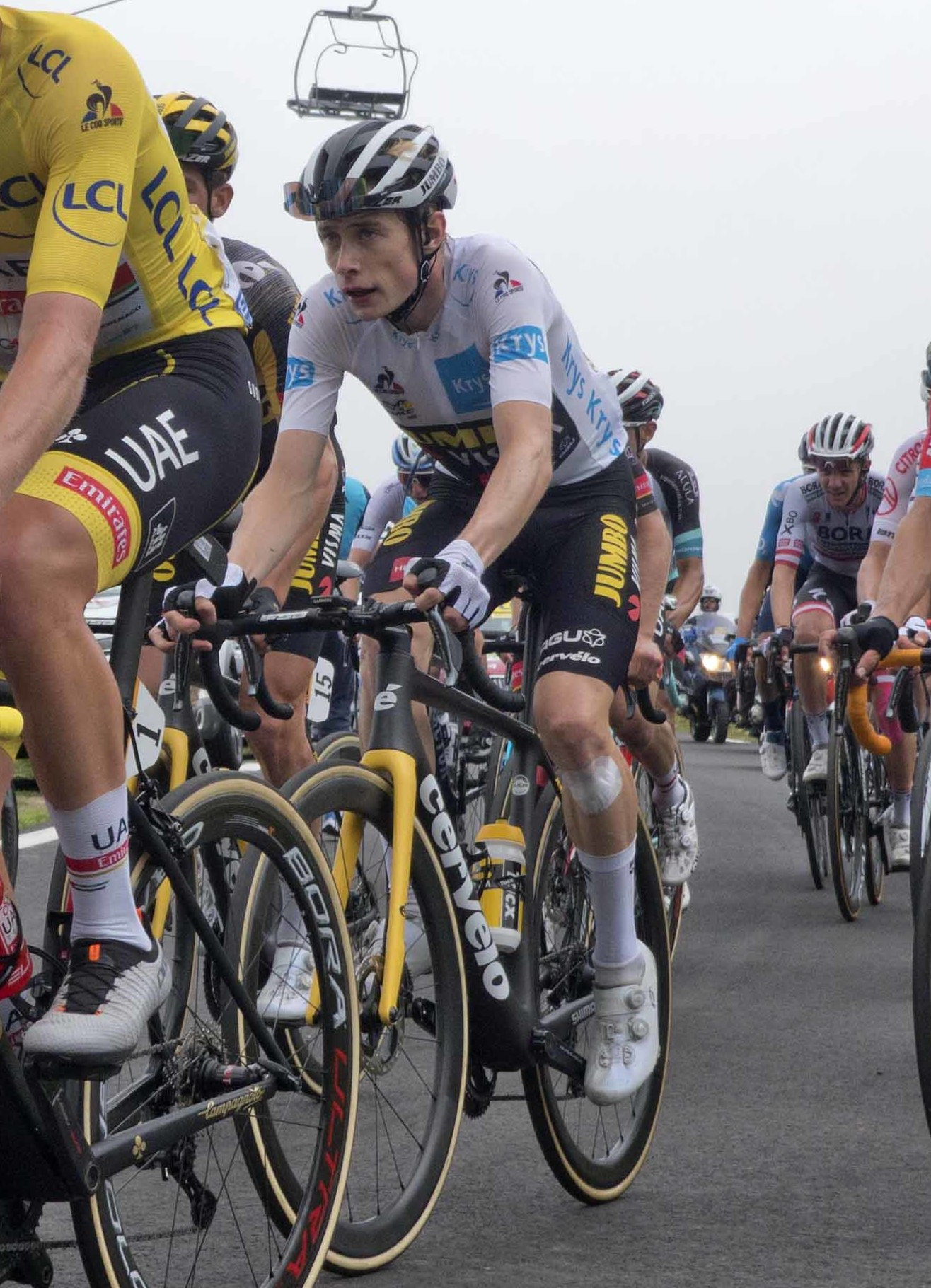
1. Jonas Vingegaard
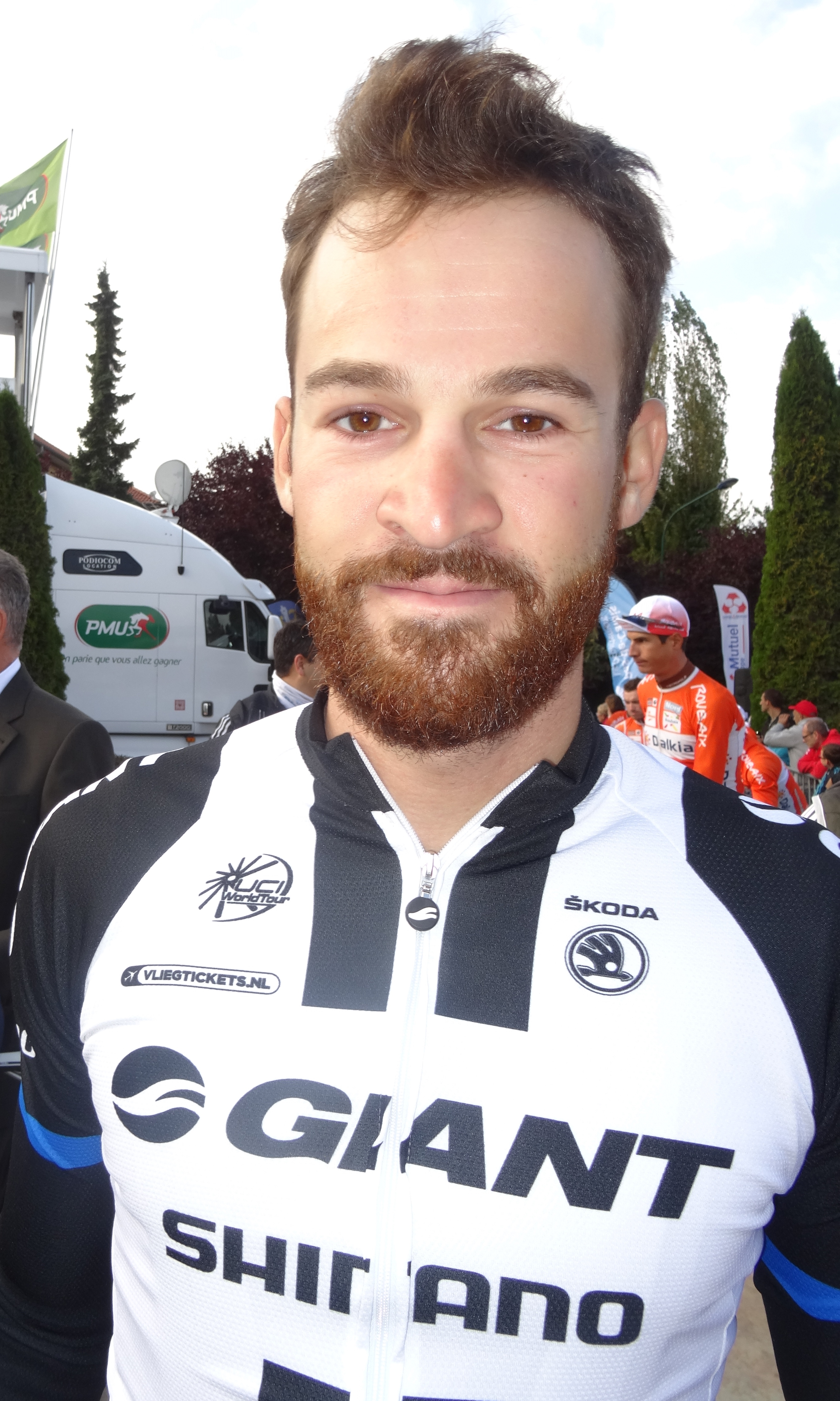
2. Simon Geschke
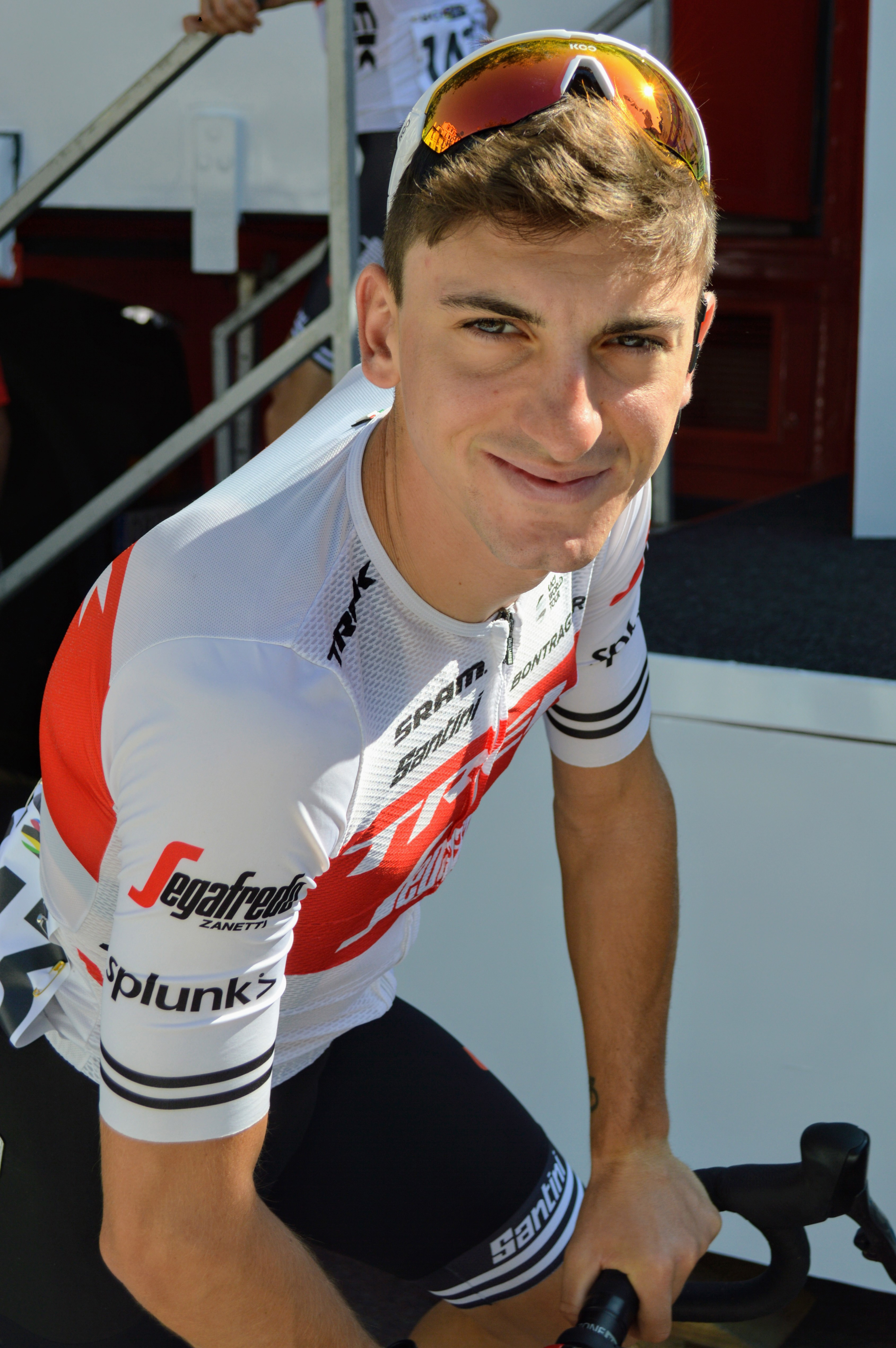
3. Giulio Ciccone

| Classement de la montagne | Classement de la montagne | Classement de la montagne | Classement de la montagne          | Classement de la montagne |
| Coureur                   | Coureur                   | Pays                      | Équipe                             | Points                    |
| ------------------------- | ------------------------- | ------------------------- | ---------------------------------- | ------------------------- |
| 1er                       | Jonas Vingegaard          | Danemark                  | Jumbo-Visma                        | 72 pts                    |
| 2e                        | Simon Geschke             | Allemagne                 | Cofidis                            | 65 pts                    |
| 3e                        | Giulio Ciccone            | Italie                    | Trek-Segafredo                     | 61 pts                    |
| 4e                        | Tadej Pogačar             | Slovénie                  | UAE Team Emirates                  | 61 pts                    |
| 5e                        | Wout van Aert             | Belgique                  | Jumbo-Visma                        | 59 pts                    |
| 6e                        | Thibaut Pinot             | France                    | Groupama-FDJ                       | 52 pts                    |
| 7e                        | Louis Meintjes            | Afrique du Sud            | Intermarché-Wanty-Gobert Matériaux | 39 pts                    |
| 8e                        | Neilson Powless           | États-Unis                | EF Education-EasyPost              | 37 pts                    |
| 9e                        | Pierre Latour             | France                    | TotalEnergies                      | 35 pts                    |
| 10e                       | Geraint Thomas            | Royaume-Uni               | Ineos Grenadiers                   | 32 pts                    |